# Ronald Clarke (coureur)
Ronald O. Clarke was een Brits motorcoureur uit het begin van de twintigste eeuw.
Clarke was een van de pioniers van de Isle of Man TT. In 1908, toen er nog werd gereden in een één- en een tweecilinderklasse, behaalde hij de derde plaats met een FN. Met de vier cilinders van die machine had men geen rekening gehouden, maar hij mocht in de tweecilinderklasse starten. In 1909 viel hij uit, eveneens met een FN.
In 1920, toen de economie er door de Eerste Wereldoorlog slecht voor stond, kwamen er steeds meer lichte en goedkope motorfietsen op de markt. Daarom besloot de Auto-Cycle Union, die de TT van Man organiseerde, om ook een klasse voor 250 cc motorfietsen in te voeren. Uiteindelijk zou dat de Lightweight TT worden, maar in dat jaar was het een aparte klasse die in hetzelfde veld als de 350 cc Junior TT moest aantreden. Clarke startte met een uitzonderlijk lichte 211 cc Levis met een tweetaktmotor. Hij werd vierde in de totaalstand van de Junior TT, maar winnaar van de Lightweight klasse. Hij had de race zelfs makkelijk kunnen winnen, als hij niet bij Windy Corner een lekke band had gekregen, waardoor hij de race op een velg moest uitrijden. Een stukje verder, bij Keppel Gate, viel hij daardoor. Toch kwam hij binnen de 30 minuten limiet binnen, waardoor hij in de prijzen viel. Clarke werd na de streep vanwege uitputtingsverschijnselen naar het Nobles Hospital gebracht. Er namen slechts vier 250 cc rijders deel en volgens de Isle of Man Examiner van 19 juni 1920 waren de eerste drie plaatsen voor Levis-coureurs.
Clarke komt na 1920 in de uitslagen van de TT niet meer voor.